# Une fille pas comme les autres
Singles de Vitaa
Mon paradis secret
(2007) Pour que tu restes
(2010)
Une fille pas comme les autres, est une chanson de RnB sortie en décembre 2009, interprétée par la chanteuse française Vitaa.

## Autour du single

### Classements
- ITunes Hip Hop/Rap: #4
- Muzicast TV: #13
- Hit Skyrock Top 10: #1
- France téléchargements : #40